# Eriswil
Eriswil är en ort och kommun i distriktet Oberaargau i kantonen Bern, Schweiz. Kommunen har 1 333 invånare (2023).